# Vaterländischer Marsch
Der Vaterländische Marsch ist ein gemeinsam komponierter Marsch der Brüder Johann und Josef Strauss. Er wurde am 9. Mai 1859 im Tanzlokal Zum Sperl in Wien erstmals aufgeführt.